# Henri Landru
Henri Désiré Landru (ur. 12 kwietnia 1869 w Paryżu, zm. 25 lutego 1922 w Wersalu) znany też jako Sinobrody i Monsieur Diard – francuski seryjny morderca. W ciągu 4 lat zamordował w Paryżu 11 osób. Za swe zbrodnie został skazany na karę śmierci.

## Młodość
Pochodził z ubogiej rodziny robotniczej. Jego ojciec pracował jako palacz (popełnił samobójstwo w 1912). Po ukończeniu szkoły, w latach 1887–1891 odbywał służbę wojskową. Po jej zakończeniu związał się z własną kuzynką, Marią Remy. Po tym, jak zaszła w ciążę, para w 1893 zawarła związek małżeński. Oskarżony przez swojego pracodawcę o nadużycia finansowe w 1900 został aresztowany i uznany winnym. W czasie odbywania kary więzienia został porzucony przez żonę. Po wyjściu na wolność pracował w Paryżu jako sprzedawca mebli.

## Zabójstwa
W 1915 Landru wynajął mieszkanie na skraju lasu Rambouillet, podając się za inżyniera Georgesa Duponta. Wkrótce potem zaczął zamieszczać w paryskiej prasie ogłoszenia, podając się za zamożnego 43-letniego wdowca z dwójką dzieci, który pragnie poznać wdowę w celu matrymonialnym. Wysoka śmiertelność mężczyzn na frontach I wojny światowej budziła nadzieje u Landru, że jego ogłoszenie spotka się z przychylnym przyjęciem wielu kobiet.
Poznane w ten sposób kobiety Landru zwabiał do domu w Paryżu, okradał, a następnie zabijał, paląc ich zwłoki w piecu. W latach 1914–1918 ofiarą zabójcy padło co najmniej 11 osób – 10 kobiet i małoletni syn jednej z ofiar. Skuteczne usuwanie zwłok przez Landru powodowało, że policja traktowała kobiety jako zaginione i po pewnym czasie przestawała ich szukać.
W 1919 siostra Célestine Buisson, jednej z ofiar Landru podjęła próbę odszukania mężczyzny, z którym umawiała się jej krewna. Nie znała personaliów mężczyzny, ale zapamiętała jego wygląd i wiedziała, gdzie mieszkał. Jej zeznania naprowadziły policję na trop Landru. Zabójca odmawiał składania zeznań, a policja po przekopaniu ogrodu wokół domu nie natrafiła na zwłoki i nie dysponowała dowodami, umożliwiającymi oskarżenie Landru. Jego aresztowanie umożliwiła dopiero analiza dokumentów, pozostawionych przez ofiary oraz ubrania ofiar, znalezione w domu zabójcy. W piecu znaleziono ślady krwi i włosy.

## Proces i kaźń
W 1921 Landru stanął przed sądem, oskarżony o dokonanie 11 zabójstw. Nie przyznawał się do winy. Został uznany winnym, skazany na karę śmierci i trzy miesiące później zgilotynowany w Wersalu. Już po ogłoszeniu wyroku przyznał, że ofiary zbrodni palił w piecu.

## Ofiary
| Lp. | Ofiara                   | Data                   |
| --- | ------------------------ | ---------------------- |
| 1.  | Jeanne-Marie Cuchet      | 19 stycznia 1915(dts)  |
| 2.  | André Cuchet             | 19 stycznia 1915(dts)  |
| 3.  | Thérèse Laborde-Line     | 26 czerwca 1915(dts)   |
| 4.  | Marie-Angélique Guillin  | 2 sierpnia 1915(dts)   |
| 5.  | Berthe-Anna Héon         | 8 grudnia 1915(dts)    |
| 6.  | Anne Collomb             | 25 grudnia 1915(dts)   |
| 7.  | Andrée-Anne Babelay      | 12 kwietnia 1916(dts)  |
| 8.  | Célestine Buisson        | 19 sierpnia 1916(dts)  |
| 9.  | Louise-Joséphine Jaume   | 25 listopada 1917(dts) |
| 10. | Anne-Marie Pascal        | 5 kwietnia 1918(dts)   |
| 11. | Marie-Thérèse Marchadier | 15 stycznia 1919(dts)  |

## Postać Landru w kulturze
Postać Landru wielokrotnie inspirowała twórców filmowych. W 1947 Charlie Chaplin zrealizował film Pan Verdoux, oparty na opowiadaniu Orsona Wellesa. Sam Chaplin zagrał w nim rolę wielokrotnego zabójcy. W 1960 postać Landru w filmie Bluebeard's Ten Honeymoons zagrał George Sanders. O Landru powstały dwa filmy biograficzne – w 1962 film Landru zrealizował Claude Chabrol, a w 2005 powstał film telewizyjny Désiré Landru (reż. Pierre Boutron).
Głowa Landru jest eksponowana w Muzeum Śmierci w Hollywood.